# Carlos Ollero Gómez
Carlos Ollero Gómez (Carrión de los Condes, Palència, 1 de desembre de 1912 - Madrid, 1 de desembre de 1993) va ser un jurista i politòleg espanyol, catedràtic de teoria de l'Estat i dret constitucional.
Va estudiar dret a la Universitat de Sevilla, juntament amb filosofia i lletres. A més es va doctorar en ciències polítiques. El 1945 va obtenir la càtedra de dret polític de la Universitat de Barcelona i el 1953 la de Teoria de l'Estat a la Universitat Complutense de Madrid. Va ser senador per designació reial després de les eleccions generals espanyoles de 1977, integrant del grup independent del senat i un dels «pares» de la constitució espanyola de 1978.
Va ser degà de la Facultat de Ciències Polítiques i Econòmiques de la Universitat Complutense de Madrid, membre del Consell Privat de Joan de Borbó i Battenberg, Vicepresident del Consell del Regne (1977) i Conseller del Tribunal de Comptes de l'Estat (1982-1991), on va presidir la secció d'enjudiciament civil des de 1988. Col·legiat d'honor en el Col·legi Nacional de Doctors i Llicenciats en Ciències Polítiques i Sociologia. Membre de la Reial Acadèmia de Ciències Morals i Polítiques des de 1966, i corresponent de l'Acadèmia Nacional de Ciències Morals i Polítiques de Veneçuela. Va dirigir la Revista de Estudios Políticos i va fundar i dirigir el Boletín Informativo de Ciencia Política. Va ser director del Centre de Documentació Política i Constitucional. Va escriure múltiples articles en la Revista de Información Jurídica.
Durant l'època de la Transició va ser senador i portaveu del Grup Parlamentari Agrupació Independent (GPAI).

## Obres
- La relativización actual de los principios políticos (1951)
- Ciencia política y sociología (1954)
- Introducción al Derecho político, ciencia jurídica y sociología (1954)
- El constitucionalismo de la postguerra
- La sociedad y la política como tema literario, reflexión en torno a Balzac.
- Dinámica social, desarrollo económico y régimen político
- Principios de ciencia política